# Râul Valea Mlăcii, Râușor
Râul Valea Mlăcii este un afluent al Râușorului. 

## Hărți
- Harta județului Maramureș
- Harta Munții Gutâi  Arhivat în 4 martie 2016, la Wayback Machine.